# 臺灣茶

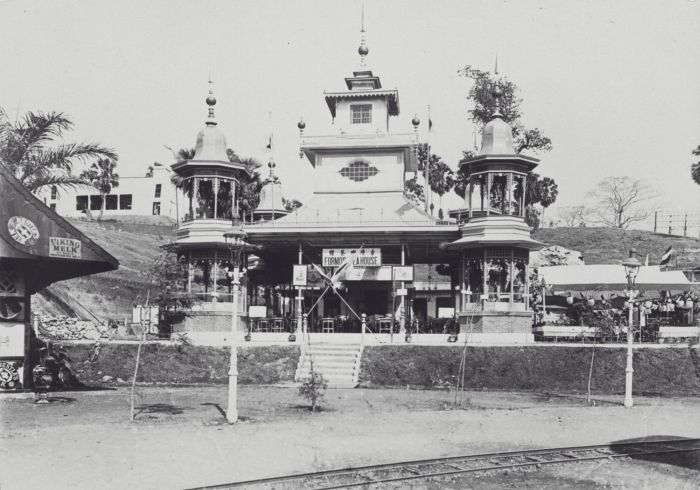
1914年於爪哇三寶壟殖民博覽會的福爾摩沙茶館

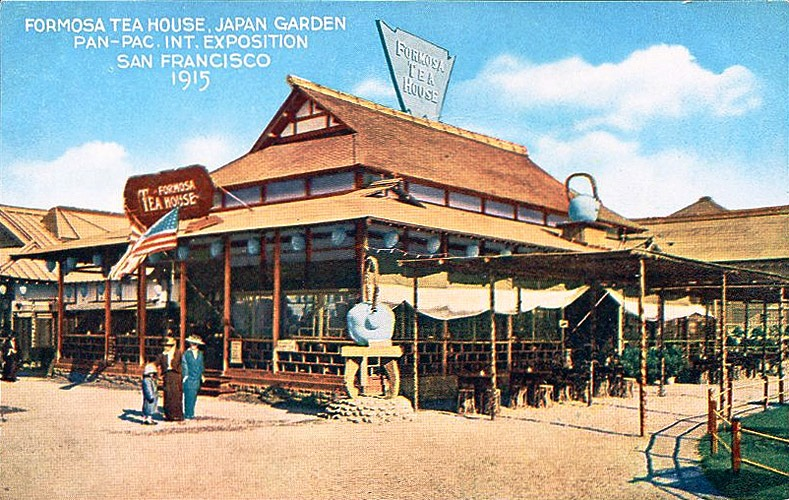
1915年美國舊金山巴拿馬太平洋萬國博覽會的福爾摩沙茶屋

臺灣茶，意指在臺灣生產製作的茶飲品，以半發酵的台灣烏龍茶及包種茶最為出名，但也有綠茶及紅茶等不同種類。其中最出名的十種，被稱為臺灣十大名茶，分別為凍頂烏龍、文山包種茶、東方美人、松柏長青、木柵鐵觀音、三峽龍井、阿里山珠露、台灣高山茶、龍潭龍泉和日月潭紅茶等十種臺灣知名度較高的茶。珍奶在1980年代發明於臺灣，在21世紀初流行國際。

## 凍頂茶
凍頂茶又稱凍頂烏龍茶，是臺灣知名度極高的茶，原產地在台灣南投縣鹿谷鄉，主要是以青心烏龍為原料製成的半球形半發酵茶。凍頂是個地名，早期的烏龍茶栽發源地，實則茶園範圍為鹿谷鄉鹿谷村、彰雅村、永隆村、鳳凰村海拔500－1,000公尺之地區均屬之，所產之茶均稱為凍頂烏龍。凍頂烏龍茶極具特色，至今鹿谷農會比賽茶仍是全台灣賽茶量最高的著名指標茶，重視萎凋發酵足，中重度的焙火更是比賽茶的決定性指標。該茶種特色，甘醇厚底、喉韻回甘強。

## 文山包種茶
文山包種茶外觀似條索狀，色澤翠綠，盛產於文山地區，包括台北市文山、南港，新北市新店、坪林、石碇、深坑、汐止等。

## 東方美人茶
「東方美人茶」，一般茶農俗稱「番庄烏龍」，因其茶芽白毫顯著，又稱「白毫烏龍茶」；在夏茶期間茶芽受浮塵子（小綠葉蟬）叮咬後所採收製成一種含有特殊風味的茶，此乃烏龍茶之極品，稱之為「膨風茶」，西方飲茶人士譽之為「東方美人」，曾請台灣前副總統謝東閔命名為「福壽茶」，此與目前市場上所稱之烏龍茶（半球型包種茶）大不相同。
白毫烏龍茶是半發酵茶類中發酵程度最深的一種茶，茶葉外觀以白毫肥大，葉部呈紅、黃、綠相間，顏色鮮艷者較佳；茶湯水色明亮艷麗橙紅色，香氣聞之有天然熟果香，芬芳怡人者為貴，茶湯入口滋味濃厚，甘醇而不生澀，圓滑潤和具有刺激性，過喉徐徐生津，口中甘醇尚有回味者為上品。
白毫烏龍茶（椪風茶或福壽茶）生產地區甚廣，台灣目前以新竹縣之北埔、峨眉、竹東及苗栗縣之頭份、頭屋（老田寮）、三灣、南庄、獅潭、龍潭等地區產量較多，品質最優異。

## 松柏長青茶
松柏長青茶原名「埔中茶」或稱「松柏坑茶」，生產於南投縣名間鄉的松柏嶺(舊稱埔中)，地屬八卦山脈的最南端，氣候溫暖，十分適合種茶；茶園多分佈在200至400公尺之間的台地，目前茶園面積達2,500公頃。
松柏坑茶在台灣的茶業發展史上開發極早，初期本區所產茶葉在內銷市場上知名度較低，銷路不易打開，以致茶農生活清苦，1975年台灣前總統蔣經國在行政院長任內蒞臨巡視，對此地茶葉香郁芬芳稱讚不已，特命名為「松柏長青茶」。後又由農林廳及南投縣政府督導推動「松柏長青茶」復興計畫，逐年編列經費補助農作機器及改進茶葉生產技術，如今該茶區已進入省工機械化栽培製造，而且此地所產的茶菁葉質柔軟，加上機械化的製造使品質均一，「松柏長青茶」在國內茶葉市場佔有極重要的地位。

## 阿里山珠露茶
阿里山珠露茶，高山茶區位於阿里山山麓的石棹地區，海拔1,000－1,700公尺，主要品種以烏龍茶及金萱茶為主。民國75年由當時的副總統謝東閔提名為「阿里山珠露」，並由茶葉產銷班完成商標註冊、分級包裝和標價。

## 臺灣高山茶
台灣高山茶，指以海拔1,000公尺以上茶園所產製的烏龍茶為主，「高山茶」並非專指某地生產的茶，而是與「平地茶」相對的概念名詞。台灣生產高山茶的地區分佈極廣，以嘉義縣與南投縣境內海拔1,000－1,400公尺的新興茶區為主。其中又以阿里山茶、杉林溪茶、梨山茶、玉山茶為代表。
仁愛鄉茶葉於霧社、高峰等地區開始推廣栽培，此地的茶園，由於位居中央山脈的深處，終年氣溫低，溫差大，而讓高山的茶菁保持極佳的品質。因地廣人稀，有為數眾多的名茶出現，例如天霧茶（霧社）、天盧茶（廬山）、宿霧茶（清境農場茶園）、碧綠溪茶、霧敦茶（紅香）、雪山烏龍茶（位於雪山山脈之白姑大山─大騰農場鄒記茶園）、大禹嶺茶、東眼山茶（北東眼山）等茶。

## 日月潭紅茶
日治時代由中央研究所技師新井耕吉郎自印度阿薩姆省引進的大葉種茶種，南投縣魚池鄉適宜的年均溫及穩定的濕度，為此品種紅茶的製茶重鎮，1978年由當時的南投縣縣長劉裕猷命名為「日月潭紅茶」。種植在海拔約500－800公尺茶園之大葉種紅茶，品種有阿薩姆、台茶七號、台茶八號、台茶十八號， 農委會茶業改良場魚池分場更培育台茶十八號（紅玉）為頂級紅茶。「魚池鄉紅茶產業文化促進協會」並自創「阿薩姆紅茶」品牌，堅持手工摘製風味。

## 台灣鐵觀音
木柵鐵觀音茶樹是於臺灣日治時期，由木柵茶葉公司派茶師張迺妙、張迺乾兄弟遠赴中國大陸安溪取回，種植於木柵茶區，而有木柵鐵觀音茶的開始，雖製法與安溪鐵觀音類似，但經過百年的演變已發展出不同的特色。
現木柵茶園多集中在指南國小到貓空一帶，因每季鐵觀音的採收期約為十五天，採茶人手不足，為錯開產期而種植少量的四季春、武夷、梅占、金萱等，所以並非木柵所產的茶品便是鐵觀音，如果想要買到鐵觀音茶樹種所製造的真正木柵鐵觀音茶，在購買前務需強調要「正欉鐵觀音」。所謂「正欉」便是臺語的「真正的、純正的樹欉」之意，「正欉鐵觀音」便是「真正的鐵觀音」。正欉鐵觀音橫張枝，葉面折皺，主葉脈不正中，葉邊齒序大小不一和排列不一，一般茶葉則無完全相同之處。正欉鐵觀音於茶乾，表現則較一般茶沈重，枝梗較胖也較短。沖泡後正欉鐵觀音茶湯較濃，入口茶質較重，並有特殊之品種香。
木柵正欉鐵觀音茶的特殊口味及香氣，其形成原因為木柵茶區多屬東照山坡，氣候溫和，長年雨水或霧氣滋潤茶樹，木柵地質為褐色或淺紅色泥土和礫石混合，排水性、保濕性、透氣性良好，土壤肥沃，茶樹生長良好，茶面柔軟，葉質肥厚，加以鐵觀音之傳統製法布包團揉，文火烘焙，二度輕醱酵產生之弱果香，為木柵鐵觀音之獨特茶香。
木柵鐵觀音茶的製造是屬半醱酵茶製造法，作業流程為：
- 採摘（上午8點～下午5點）
- 日光萎凋或室內熱風凋萎、浪菁（凋萎時間8～12小時，浪菁4～5次）
- 炒菁
- 初揉
- 走水焙
- 布包團揉、覆炒（覆炒3～5次，團揉20～30次）
- 文火覆乾、覆揉（團揉10～20次）
- 初焙
- 揀枝
- 覆揀
- 成品

木柵茶區海拔高度約為300～350公尺，東西向日照時間長，加上正欉鐵觀音葉面多數向陽，所以茶葉含單寧及各種成份均高；依理論而言，苦澀味會較重；但經傳統高度醱酵，二度醱酵，文火團揉，中長時間、中高溫焙火，使茶葉苦澀味相對減少。茶鹼因中高溫火而有改變，亦適合中老年人或腸胃較弱者飲用。但泡茶時也應注意鐵觀音茶高溶解質之特性，置茶量以三分之一以下為宜，溫潤泡時間不要太長，第一泡茶水溫約95度，沖泡時間約為20～30 秒，置茶量少時得稍加長時間，第二泡至第五泡則以80度～90度開水，約沖泡10～20秒即可。
沖泡鐵觀音之要訣：
1. 茶壺越大，茶葉相對比率越少。
2. 茶葉越細，茶量越少。
3. 沖泡時間宜短不宜長。
4. 水溫不宜過高。
5. 紫砂壺為宜。

木柵鐵觀音是屬包種茶類醱酵較重的一種，也是困難度較高的一種，醱酵高，製造時間長，所產生的香氣差異也多，加以季節、地質、焙火等因素，粗略分類為品種香、花香、果香、蜜香、松脂香、季節香等。沖泡茶湯飲後，用舌面與上顎接觸則有一層厚厚的茶汁附在其中，飲後數分鐘則感喉頭生津。如果要更清楚鐵觀音之香與甘醇，可將沖泡好第二、三泡茶湯放涼了，再喝半口茶，由口腔溫熱茶湯，徐徐讓茶湯滑入喉嚨，再將口中的茶香用鼻孔向外吐氣，即可感受到鐵觀音的香，接著再喝半口溫或冷的白開水，即可感受到鐵觀音的甘醇。
木柵鐵觀音的韻味純厚，具有獨特的甘醇，以及帶一點弱果酸及桂花香。其中，以一心二葉採摘的上等鐵觀音，茶味深具喉性及收斂性，品嘗後回味深沉，韻味久留喉間，芬芳不散。

## 三峽龍井茶
新北三峽區為臺灣龍井茶的唯一產地，茶樹品種為『青心柑種』。每年的春秋雨季採收，然後置放室內陰乾，不能受日照，與其他茶葉利用日光萎凋不同，屬未發酵茶。龍井茶葉以人工採摘一心一葉或一心二葉茶菁，在製作上除了一般的炒、揉、烘之外，還多了一道碾壓的過程，使龍井茶身形扁平狹長，與眾不同。製茶者須隨時注意烘、炒的時間與溫度，否則茶葉太酥，在碾壓時便易於碎裂，無法成形。龍井茶泡後茶水顏色澄黃明亮，聞時清香，飲下苦後回甘。

## 龍潭龍泉茶
龍泉茶屬於包種茶，產於桃園市龍潭區，主要的品種有青心烏龍、臺茶十二號（金萱）、臺茶十三號（翠玉）…等，早期的方式是以人工的方式採茶，採取茶樹頂端剛長出的一心二葉當作茶菁，現在改以機械方式採茶，採回的茶菁經過日光萎凋、室內萎凋及攪拌、炒菁、乾燥、揉捻，最後才會變成茶葉。
1982年榮獲全省機採優良包種茶冠軍，於1983年時臺灣省政府主席李登輝將此茶命名龍泉茶，至此聲名大噪，盛極一時。
龍泉包種茶的沖泡方法要採瞬間高溫沖泡，這樣才能夠將茶葉的香氣逼出，龍泉茶的茶湯呈現淡綠色，氣味芳香怡人；而在沖泡烏龍茶時水溫不能太高，茶壺內茶葉約三分滿，如此茶葉才可完全舒展，才能沖泡出甘醇喉韻的茶。

## 台灣比賽茶 / 冠軍茶
台灣每年都會經由舉辦茶葉比賽，來讓優質的茶葉飲品能有藉由公正公平的管道，提供給消費者不同以往的茶葉選項，各地區農會除了致力營造良好茶農業生產環境之外，透過辦理評鑑與製茶技術競賽產生所謂冠軍比賽茶，也有助於提升茶農製茶技術。
比賽茶會經過專家依據茶品外觀、水色及香味進行評分，審茶項目基本上分為茶葉之外觀色澤、水色、香氣、滋味和葉底等，沖泡後、開湯前再次審查茶湯色澤，待茶湯移入審茶碗後進行水色審查，接著鼻吸審茶杯中茶渣之香氣，再取適量茶湯入口，並使茶湯覆蓋舌面，再經鼻腔呼出，整合香氣滋味，最後審視葉底，綜合評鑑茶葉品質。

### 台灣茶常見比賽:[2]
1.冬季文山包種茶市級評鑑
2.全國優質東方美人茶評鑑比賽
3.日月潭紅茶評鑑
4.台中市優質梨山茶評鑑暨推廣行銷活動
5.竹山鎮農會杉林溪春茶競賽

## 相關書籍
- 《台灣製茶工業六十年》（2015年4月1日初版，台灣區製茶工業同業公會）

## 依茶葉和發酵分類

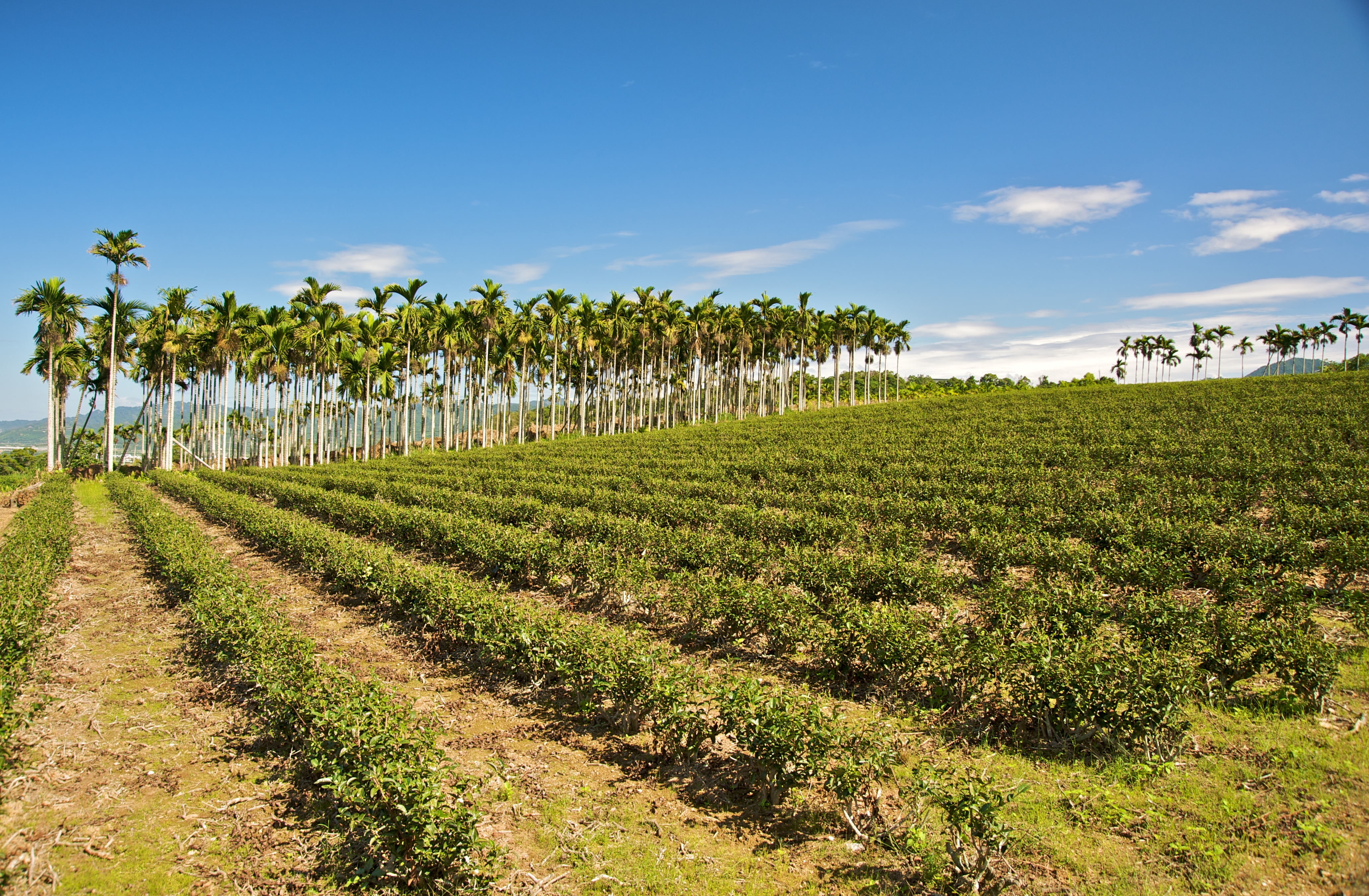
花莲縣瑞穗鄉的茶園

### 未发酵茶[3]
- 三峽龍井茶
- 三峽碧螺春茶

### 半发酵茶
- 南港包種茶
- 文山包種茶
- 木柵鐵觀音
- 龙潭龙泉茶
- 東方美人茶
- 臺灣高山茶
- 梨山茶
- 凍頂烏龍茶
- 松柏長青茶
- 金萱茶
- 阿里山珠露茶
- 港口茶

### 完全的发酵茶
- 日月潭红茶
- 赤科山蜜香紅茶

### 花茶
- 茉莉花茶

## 各地種類

### 北部

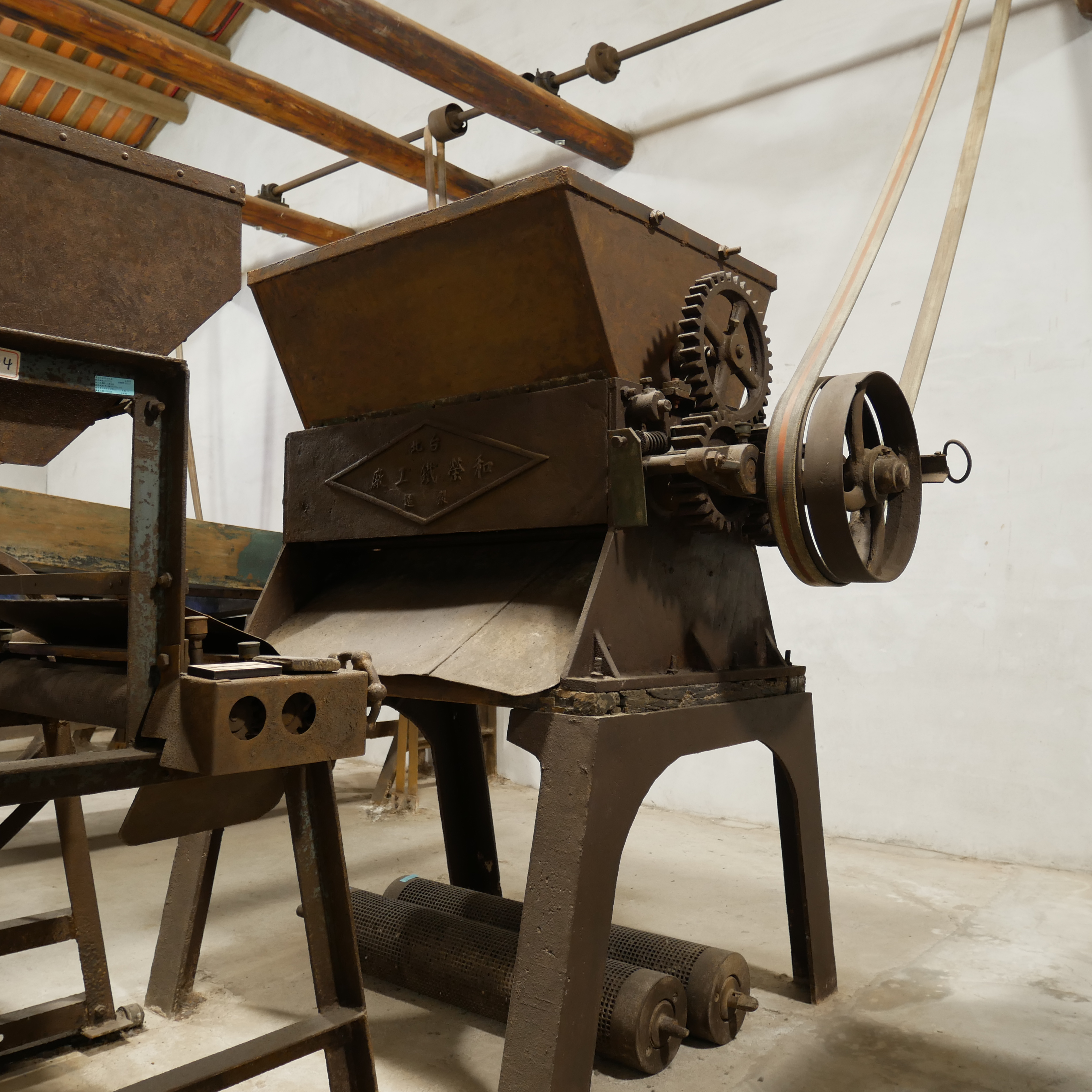
新芳春茶行切茶機

- 包種茶
  - 文山包種茶（政府認證標章）
  - 南港包種茶
  - 龍泉包種茶
- 鐵觀音
  - 木柵鐵觀音
  - 石門鐵觀音
- 東方美人茶
  - 北埔膨風茶（政府認證標章）
  - 苗栗椪風茶
- 三峽龍井茶
- 林口龍壽茶
- 龍潭龍泉茶
- 大溪梅台茶
- 武嶺茶
- 蘆峰烏龍茶

### 中部
- 合歡山高冷茶（政府認證標章）
- 日月潭紅茶（政府認證標章）
- 鹿谷凍頂鳥龍茶（政府認證標章）
- 杉林溪茶（政府認證標章）
- 阿里山高山茶（政府認證標章）
  - 阿里山烏龍茶
  - 阿里山珠露茶
- 梨山茶
- 松柏長青茶
- 凍頂鳥龍茶
- 金萱茶
- 竹山茶
- 雲林雲頂茶
- 梅山鳥龍茶
- 竹崎高山茶
- 宿霧茶

### 南部
- 六龜山茶
- 那瑪夏茶
- 港口茶

### 東部
- 蘭陽名茶（共同商標）
- 花東縱谷好茶（共同商標）
- 瑞穗天鶴茶（政府認證標章）
- 五峰茶
- 鶴岡紅茶
- 玉蘭茶
- 福鹿茶
- 赤科山蜜香紅茶

## 外部連結
- 日本台湾茶协会 （页面存档备份，存于）
- 行政院农业委员会的茶叶改良場所